# Dúbio
Dúbio (em grego: Δούβιος; romaniz.: Doύbios) ou Tíbio (em grego: Τίβιον; romaniz.: Tíbion), mas também conhecida como Dvin ou Duin (em armênio/arménio: Դուին; romaniz.: Dwin) e Dabil (em árabe: دَبیل‎), foi uma grande cidade comercial, capital do Reino da Armênia na Antiguidade Tardia e da Armênia na Alta Idade Média. Suas ruínas estão localizadas na província de Ararate próximas a cidade de mesmo nome. Foi construída por Cosroes III em 335, num sítio com um antigo povoado e fortalezas, datado do III milênio a.C.. Desde então a cidade foi usada como a residência principal dos reis armênios da dinastia arsácida da Armênia. A cidade tinha uma população em torno de 100 000 habitantes que incluíam vários profissionais como artistas, artesãos, comerciantes e pescadores.

## Localização
Dúbio está situada a norte da capital anterior da Armênia, a cidade de Artaxata, às margens do rio Metsamor, 35 km ao sul da moderna Erevã. Escavações sistemáticas em Dúbio começaram em 1937 e acharam materiais em abundância que esclarece muito da cultura da Armênia entre os séculos V-XIII.

## Nome
Dvin também conhecida como Duin, de acordo com seu nome clássico, nas primeiras fontes da antiga Armênia quase sempre aparecia Dwin ou Duin. Mais tarde, pesquisadores normatizaram o nome de Dvin para facilitar na literatura acadêmica. A palavra é de origem iraniana média e significa "colina".

## História

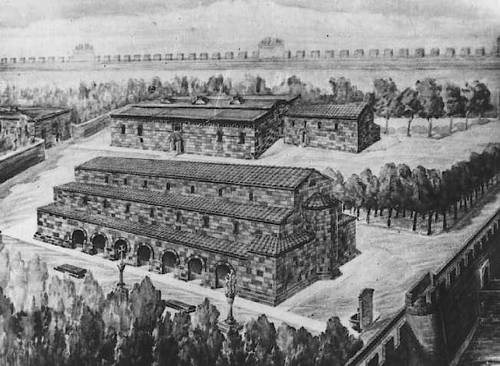
Praça central de Dúbio. A principal catedral, com a basílica à direita (século VI), e a residência do católico à esquerda (século V). Figura de A. Patrick (baseada nos esboços de G. Kochoyan)

Após o fim do Reino da Armênia em 428, ela tornou-se a residência dos governadores marzobãs indicados pelo Império Sassânida, os curopalatas do Império Bizantino e mais tarde os osticãs dos Califado Omíada e Califado Abássida, e todos eles eram oriundos da nobreza nacarar. Em 640, Dúbio se tornou o centro do Emirado da Armênia. Sob o controle dos arsácidas, Dúbio prosperou como uma das cidades mais populosas a leste de Constantinopla. Seu bem-estar continuou até depois da partilha da Armênia entre os sassânidas e romanos, e se tornou um alvo durante as invasões árabes. De acordo com Sebeos e o católico João V, o Historiador, Dúbio capitulou em 640 durante o reinado de Constante II e do católico Esdras I (r. 630–641). Os árabes chamaram a cidade de Dabil.
Apesar do fato que Dúbio ter sido um campo de batalha entre forças árabes e bizantinas nos dois séculos seguintes, no século IX ainda era uma cidade próspera. Frequentes terremotos e a contínua opressão árabe contribuíram para o declínio da cidade no início do século X. Durante o maior terremoto em 893, a cidade foi destruída, causando aproximadamente 30 000 vítimas e deixou 70 000 desabrigados. Os bizantino conquistaram a Armênia e Dúbio em 1045 da dinastia Bagratúnio. Em 1064, o Império Seljúcida ocupou a cidade. Os curdos xadádidas dominaram-na e fizeram dos seljúcidas seus vassalos até o rei da Geórgia Jorge III conquistá-la em 1173. Entre 1201-1203, durante o reinado da rainha Tamar, ela esteve novamente sob controle georgiano. Em 1236, ela foi completamente destruída pelos mongóis.
Dúbio foi o local de nascimento de Najemadim Aiube e Xircu, generais curdos a serviço do Império Seljúcida; o filho de Najemadim, Saladino, fundou o Império Aiúbida.